# Dietwart Nehring
Dietwart Nehring (* 30. Dezember 1930 in Königsberg (Preußen)) war seit 1965 als chemischer Ozeanograph zunächst am Institut für Meereskunde Warnemünde der Akademie der Wissenschaften der DDR tätig und zuletzt – bis 1997 – als Leiter der Sektion Meereschemie im Institut für Ostseeforschung.

## Leben
Die ersten Kindheitsjahre verlebte Nehring in seiner Geburtsstadt Königsberg zusammen mit den Eltern und der zwei Jahre älteren Schwester. Seine Mutter, Charlotte Nehring, geborene Bark (* 1906; † 1972), arbeitete vor der Eheschließung 1927 mit Kurt Nehring (* 1898; † 1988), als Sachbearbeiterin bei einem internationalen Schiffsmakler und Seeversicherer. Der Vater hatte in Freiburg und Königsberg Chemie studiert, 1921 dort promoviert und sich 1928 an der Albertus-Universität Königsberg für das Fach Agrikulturchemie habilitiert. Er wirkte an der Königsberger Universität als Wissenschaftler, bis er 1935 an die Universität Jena als Professor berufen wurde und dort die Landwirtschaftliche Versuchsstation leitete.
Die Familie zog von Jena nach Rostock, nachdem Kurt Nehring 1936 zum Direktor der Landwirtschaftlichen Versuchsstation Rostock ernannt wurde. So wurde die Hanse- und Universitätsstadt Nehrings neue Heimat. Dietwart Nehring wuchs hier mit seinen Geschwistern auf: Gila (* 1928), Herlinde (* 20. Mai 1936). Alfried (* 1939), dem späteren Filmproduzenten und Drehbuchautor und Hartmut (* 1944).

## Schulbesuch und Studium
Ostern 1937 wurde Nehring in die Vorstädtische Knabenschule in Rostock eingeschult. Das Abitur konnte er kriegsbedingt erst mit 19 Jahren in der „Großen Stadtschule“, dem früheren Gymnasium am Rosengarten in Rostock, erlangen. In der 12. Klasse legte er die schriftlichen und mündlichen Abiturprüfungen ab, darunter in Physik und Geschichte als mündliche Pflichtfächer. In Chemie bekam er als Vorzensur ein „sehr gut“ und in der schriftlichen Prüfung ein „gut“. Es festigte sich sein Berufswunsch, Chemiker wie sein Vater zu werden.
Er konnte nach der Studienbewerbung und mit dem Renommee seines Professorenvaters an der Universität Rostock am 26. September 1950 immatrikuliert werden. Seine Hochschullehrer waren: Günther Rienäcker (* 1904; † 1989), Anorganische Experimentalchemie; Wolfgang Langenbeck (* 1899; † 1967), Organische Experimentalchemie; Paul Julius Kunze (* 1897; † 1986), Experimentalphysik. Im Wintersemester 1952/53 schrieb sich Nehring zusätzlich für das Fach Mikrobiologie in die Matrikel ein. Bei Professor Langenbeck bereitete er 1954 seine Diplomarbeit vor, der zu jener Zeit den Lehrstuhl für organische Chemie an der Martin-Luther-Universität in Halle (Saale) innehatte. Dort verbrachte Nehring nach einem Hochschulwechsel 1955 das zehnte Semester, um die Diplomprüfung mit der Note „sehr gut“ zu bestehen. Die Erkenntnisse aus seiner Diplomarbeit baute er für eine Promotion unter Betreuung des Doktorvaters Langenbeck weiter aus und reichte die Doktorarbeit im Sommer 1957 der Mathematisch-Naturwissenschaftlichen Fakultät der Universität Halle ein. Auf Grund dieser wissenschaftlichen Arbeit über Mischsalzkontakte und der bestandenen mündlichen Prüfungen wurde ihm „die Würde eines Doktors der Naturwissenschaften“ verliehen. Damit einher ging die Ernennung zum Oberassistenten am damaligen Institut für organische Katalyseforschung in Rostock von 1955 bis 1960, das 1952 von den Professoren Langenbeck und Rienäcker gegründet worden war.

## Wirkungsstätten
Seine Wirkungsstätten waren zu DDR-Zeiten vor allem das damalige Institut für Binnenfischerei Berlin-Friedrichshagen von 1960 bis 1964 und das Institut für Meereskunde der Akademie der Wissenschaften der DDR in Warnemünde (IfM) von 1965 bis 1991 sowie im vereinten Deutschland das Leibniz-Institut für Ostseeforschung in Warnemünde an der Universität Rostock von 1992 bis 1997. Im Jahre 1965 wurde der Chemiker als Abteilungsleiter für die „Chemisch-biologische Arbeitsgruppe“ vom Institutsdirektor Erich Bruns eingestellt.
Nehring war als Diplom-Chemiker an einem „Verfahren zur Herstellung hochaktiver Katalysatoren durch Mischen von Carbonaten und Hydroxiden“ beteiligt. Es wurde patentiert und erhielt das Prioritätsdatum 14. November 1957.
Er arbeitete ab 1. Juli 1992 als Mitglied im Beirat der Biologischen Anstalt Helgoland (Meeresstation Helgoland) ehrenamtlich mit, deren Vorsitzender der Biologe Gotthilf Hempel war.
Zu seinen Forschungsgebieten im Berufsleben gehörten die Ozeanographie, die Umwelt, die Analytische Chemie, die Wasserchemie, die Umweltchemie, die Limnologie und die Ökologie.

## Experte maritimer Forschungsreisen
Nehring wurde erstmals 1966 an Bord eines hochseetauglichen Forschungsschiff tätig. Von seiner neuen Arbeitsstelle in Warnemünde, wurde er auf das besonders für fischereibiologische Untersuchungen ausgerüstete Forschungsschiff Ernst Haeckel zusammen mit einem weiteren Ozeanographen delegiert, um Begleitforschungen in den Gewässern des Patagonischen Schelfs von August bis Dezember 1966 vorzunehmen.
In seinen Erinnerungen an sein Arbeitsleben als Meereschemiker seit 1965 widmete sich Nehring unter anderem den Forschungsschiffen, insbesondere seiner Nominierung als >>Experte<< für die Planung meereskundlicher Expeditionen und die Zusammenarbeit mit afrikanischen Küstenanrainern. Rückblickend schilderte er auch unbefriedigende Arbeits- und Lebensbedingungen an Bord des Forschungsschiffs A. v. Humboldt zu DDR-Zeiten. Nach der Wiedervereinigung nahm er an einer Forschungsreise an Bord des Forschungsschiffs Meteor im Rahmen der World Ocean Circulation Experiment (WOCE) vom 9. Februar bis 23. März 1991 teil. Am Ende seines 31-jährigen Berufslebens als Meeresforscher am 30. April 1997 war Nehring insgesamt mehr als fünf Jahre auf Forschungsschiffen tätig gewesen.

## Persönliches
Nehring heiratete Ende Januar 1956 seine langjährige Schulfreundin Inge, nachdem er sich 1955 mit ihr verlobt hatte. Das Ehepaar wurde vom ersten hauptamtlichen Studentenpfarrer der Rostocker Universität, Gustav Scharnweber (* 1910; † 1981), kirchlich getraut. Zu ihren ersten gemeinsamen Erlebnissen vor der Eheschließung gehörte die Besichtigung der evangelisch-lutherische Hauptkirche Rostocks im Herbst 1951 und die Turmbesteigung über den Glockenstuhl hinaus bis zur Plattform unter der Turmhaube, um einen weiten Blick über die Hansestadt und ihrer Umgebung zu haben.
Aus der Ehe gingen ein Sohn, Andreas, Jahrgang 1956 und eine Tochter, Katharina, hervor. Sie kam während Nehrings Berliner Zeit 1964 zur Welt, als sich der Naturwissenschaftler dort beruflich mit der Fischereiforschung befasste. Die kirchliche Bindung der Familie äußerte sich zu DDR-Zeiten durch die Konfirmation der Kinder und durch gelegentliche Besuche der evangelisch-lutherischen Gottesdienste, vornehmlich am Heiligen Abend.
Zusammen mit seinem Abteilungsleiter Rudolf Schemainda sowie dessen Ehefrau, Irmgard Schemainda, und weiteren Mitarbeitenden des Instituts für Meereskunde (IfM) wurde Nehring im damals neuen Laborgebäude im Meeresforschungszentrum Warnemünde fotografiert und das Bild im Jahre 2015 veröffentlicht.
In Kürschners deutscher Gelehrten-Kalender. Bio-bibliographisches Verzeichnis deutschsprachiger Wissenschaftler der Gegenwart. Medizin, Naturwissenschaften, Technik wurde er 1996 mit seiner Kurzbiographie aufgenommen.
Im Herbst 1997 behandelte er in einem Vortrag  das Thema „Entwicklung und aktueller Stand der Umweltbelastung an der Küste von Mecklenburg-Vorpommern“ vor dem Verband Ehemaliger Rostocker Studenten in Güstrow.
Als Emeritus erhielt Nehring 1999 eine Gastprofessur an der Universität von Namibia, die ihm Gotthilf Hempel über den Deutschen Akademischen Austauschdienst vermittelte. Die wissenschaftliche Befähigung hatte er bereits 1981 mit einer wissenschaftlichen Arbeit zum Thema: „Das Nährstoffregime der Ostsee, seine Veränderungen im Zeitraum 1969 bis 1978. Ursachen u. Auswirkungen“ nachgewiesen und er wurde 1983 zum Professor ernannt.

## Veröffentlichungen (Auswahl)
- Auf Forschungsfahrt in der Ostsee und im Atlantik – Erinnerungen eines Ozeanographen mit einem Vorwort von Gotthilf Hempel. Rostock 2002; ISBN 3-933574-54-4
- Die hydrografisch-chemischen Bedingungen in der westlichen und zentralen Ostsee im Jahre 1992, Bericht zusammen mit Wolfgang Matthäus und Hans-Ulrich Lass[21]
- Ein Meer unter Kontrolle. Forschungsobjekt Ostsee zusammen mit Eberhard Francke. In: Jahrbuch der Schiffahrt, Jahrgang 1979, Hrsg. Manfred Neumann, Berlin 1978, S. 135–138
- Als Koordinator zusammen mit Hans Obenaus: Haack-Atlas Weltmeer, Gotha 1989; ISBN 978-3-7301-0010-3
- Vom Hakenkreuz zu Hammer, Zirkel, Ährenkranz. Stationen meines Lebens; ISBN 3-933574-74-9
- Zusammen mit Wolfgang Matthäus: Die hydrographisch-chemischen Bedingungen in der westlichen und zentralen Ostsee von 1979 bis 1988, Warnemünde 1990
- Mitwirkung an Meereskunde der Ostsee, Herausgeber Gerhard Rheinheimer, Berlin u.a.O. 1995; ISBN 3-540-59351-9
- Salzwassereinbrüche in die Ostsee – eine Rückschau. In: „Festschrift zum 65. Geburtstag von Wolfgang Matthäus“[22]; Hrsg.: Wolfgang Fennel und Barbara Hentzsch, Warnemünde 2003, S. 16–25
- Chingen und anderes, enthalten in: Rostocker Zorenappels. Stadt-Schreiber-Geschichte(n). Verlag Redieck & Schade GmbH, Rostock, Bd. 8/2014, S. 101–105
- Das ozeanologische Beobachtungsmaterial der Messfahrt vom 21.9. bis 20.12.1976 nach Südafrika, Mitautoren: Rudolf Schemainda, Sigurd Schulz; Akademie der Wissenschaften der DDR, Berlin 1979
- Ozeanologische Untersuchungen zum Produktionspotential der nordwestafrikanischen Wasserauftriebsregion 1970 - 1973, Mitautoren: Rudolf Schemainda, Erich Bruns, Sigurd Schulz. Nationalkomitee für Geodäsie und Geophysik bei der Akademie der Wissenschaften der DDR, Berlin 1975.
- Ozeanologische Untersuchungen der DDR in der nordöstlichen Nordsee in den Jahren 1965 - 1969; nebst Einzeluntersuchungen im Kattegat. Mitautoren: Herbert Franck, Sigurd Schulz; Berlin. Nationalkomitee für Geodäsie und Geophysik bei der Akademie der Wissenschaften der DDR. Berlin 1972